# Yangho
Yangho (auch Bayongho, Miyangho und Yongho) ist eine Bantusprache und wird von circa 5000 Menschen in Gabun gesprochen (Zensus 1990). 
Sie ist in der Provinz Haut-Ogooué um Mamidi und Bakoumba verbreitet. 

## Klassifikation
Yangho ist eine Nordwest-Bantusprache und gehört zur Mbere-Gruppe, die als Guthrie-Zone B60 klassifiziert wird.